# شون ماكلوكين
شون ماكلوكين (بالإنجليزية: Seán McLoughlin)‏ هو لاعب قذف أيرلندي، ولد في 1935.